# Томас и Анна Борроу
«Томас Борроу» и «Анна Борроу» (англ. Thomas Borrow, Anne Borrow) — две картины английского художника Джозефа Райта 1762—1763 годов.
Томас Борроу был старшим сыном Исаака и Хонор Борроу, рождённым 3 июня 1709 года. Его отец, располагавшийся в Кастлфилде, весьма крупном загородном доме, дважды был мэром Дерби — в 1730 и в 1742 годах. Борроу вошёл в Грейс Инн в 1727 году. Через год после того, как Карл Эдуард Стюарт приезжал в Дерби, в 1746 году, Борроу стал городским клерком (эту должность он занимал до самой смерти) .
В 1757 году он женился на Анне Аулт (Anne Ault), дочери Джона Аулта Лафборгского, и вступил пользование землями, 4000 фунтами стерлингов и в управление Литчёрчем и общиной святого Петра (община святого Петра теперь в центре Дерби). Джозеф Райт нарисовал портреты обоих; теперь они хранятся в коллекции Музея и художественной галереи Дерби вместе с анонимной картиной, на которой изображено их поместье Кастлфилд (Castlefields). Портреты были написаны в 1762—1763 годах, и имеют размеры 40 на 50 дюймов.
Борроу умер 6 августа 1786 года, Анна умерла в 1801 году. У пары был сын Томас, который изменил написание фамилии с Borrow на Borough.